# Пляжные Азиатские игры 2008
Пляжные Азиатские игры 2008 — первые Пляжные Азиатские игры, проходившие на острове Бали, Индонезия, с 18 по 26 октября 2008. Церемония открытия проходила в мемориальном парке Гаруда Висну Кенкана в Нуса Дуа, Бадунг.

## Организация

### Жеребьевка
Жеребьевки не было. Хотя и было 6 стран, высказавших свою заинтересованность в проведении игр, остров Бали был выбран всеобщим одобрением проведения игр именно там.
Это был второй раз, когда Индонезия проводила такое многоспортивное событие - после Азиатских игр, проведенных в Джакарте в 1962.

### Спонсорство
Первые Пляжные Азиатские игры имели более 5 спонсоров:
- Swatch (официальный хронометрист и поставщик информационных систем)
- Carisbrook (официальный спонсор по предоставлению одежды)
- Pertamina (индонезийская государственная нефтяная компания)
- Panasonic
- Samsung

## Внешние ссылки
- Bali 2008 – 1st Asian Beach Games – Olympic Council of Asia official site
- Asian Beach Games – unofficial site
- The Big Picture Архивная копия от 26 ноября 2011 на Wayback Machine – The Boston Globe